# Petite rivière Batiscan
Petite rivière Batiscan är ett vattendrag i Kanada.   Det ligger i provinsen Québec, i den sydöstra delen av landet, 300 km nordost om huvudstaden Ottawa.
I omgivningarna runt Petite rivière Batiscan växer i huvudsak blandskog. Runt Petite rivière Batiscan är det mycket glesbefolkat, med 5 invånare per kvadratkilometer.